# ケンタウルス座ゼータ星
ケンタウルス座ζ星（ケンタウルスざゼータせい、ζ Cen） は、ケンタウルス座の恒星で3等星。

## 名称
バイエル符号ではζ Centauri（略称はζ Cen）。ケンタウルス座は0等星のα星（リギル・ケンタウルス）や1等星のβ星（ハダル）でさえ固有名で呼ばれることが少ない星座なので（α星に至っては固有名より「ケンタウルス座α星」と呼ばれることが多く、β星はα星よりは固有名で呼ばれることが多いものの、α星同様に普通は「ケンタウルス座β星」と呼ばれる）、3等星（正確には2.55等）のこの星を「アルナイル」と呼ぶことはまれである。